# チャン・チャン
座標: 南緯8度6分40秒 西経79度04分32秒 / 南緯8.11111度 西経79.07556度
チャン・チャン（ケチュア語に由来する /kantʃáŋ/）は、ペルー共和国北西部トルヒーリョ近郊にある遺跡。チムー文明の首都で、チャンチャンとは「輝ける太陽」の意。
1986年に世界遺産に登録された、南米最大の古代都市。太平洋岸に位置する。

## 語源
ロドルフォ・セロン＝パロミーノ博士は、地名「チャンチャン」に対してケチュマラ語起源の語源説を提唱している。この説によれば、ケチュア語の kanĉa（「囲い、柵、囲まれた場所」）と、アイマラ語に由来すると考えられる地名接尾辞 -n の組み合わせに由来するという。彼の見解では、現在の表記は正書法上の混同の結果であり、語頭の ch は本来、硬口蓋化された軟口蓋破裂音 /k/ を表していたとされる。したがって、元の地名は kanĉa-n(i) であり、「囲いや囲い地が多く存在する場所」という意味を持ち、その音韻形は /kantʃáŋ/ である。この仮説は、当該地名がモチカ語やキンナム語に由来するものではなく、比較的新しい時代にケチュア語から派生したものであると主張している。

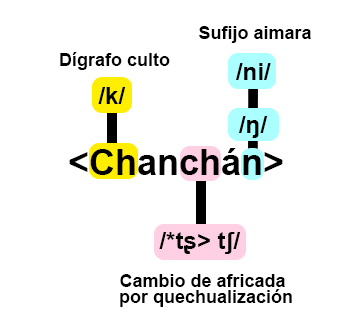
ロドルフォ・セロン＝パロミーノの語源説に基づく「チャンチャン」の音声再構は /kantʃáŋ/ とされる。
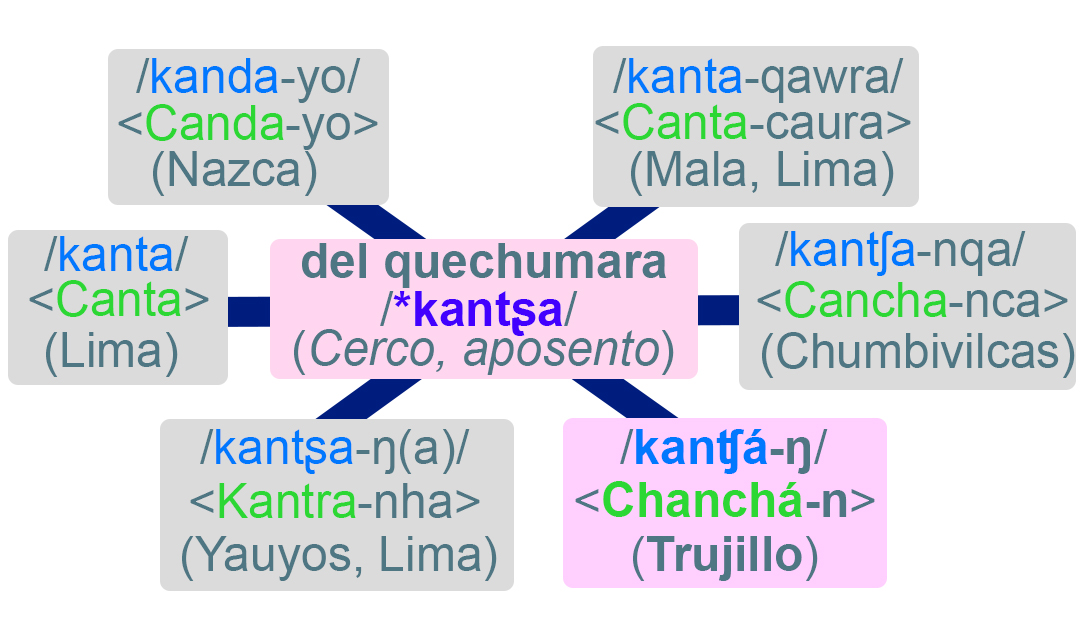
「チャンチャン」という地名は、同じケチュマラ語の語根を持つ他の地名と関連していることが示されている。

## 主な遺構
建物の壁は日干し煉瓦で作られており、部屋どうしの仕切りは、砂漠地帯特有の暑さを和らげる目的で、風通しの良い網目状になっている。

### シウダデラ
王の宮殿。一人の王のために一つのシウダデラが作られ、敷地内には9つある。シウダデラの最奥は王の墓となっている。
公開されているものの一つは、高さ 10 m、底辺 7 m のアドベ（土）の城壁で囲まれており、入り口は 2 m ほどの狭い通路の一箇所のみ。城壁の内側には、約 6000 平方メートル（サッカーコートとほぼ同じ）の広場を持つ。

### アウディエンシア
シウダデラ内で、王への貢物を献上するための場所といわれる。
部屋ごとに異なるレリーフによって装飾がなされており、それぞれのレリーフは貢物の種類を表し、貢物の種類によって部屋を使い分けていたと考えられている。

### 灌漑用水路
全長 74 km、幅 10 m の灌漑用水路（カナール）跡。アンデス山脈の雪解け水を農地へ導いた。

## チャン・チャンの風景

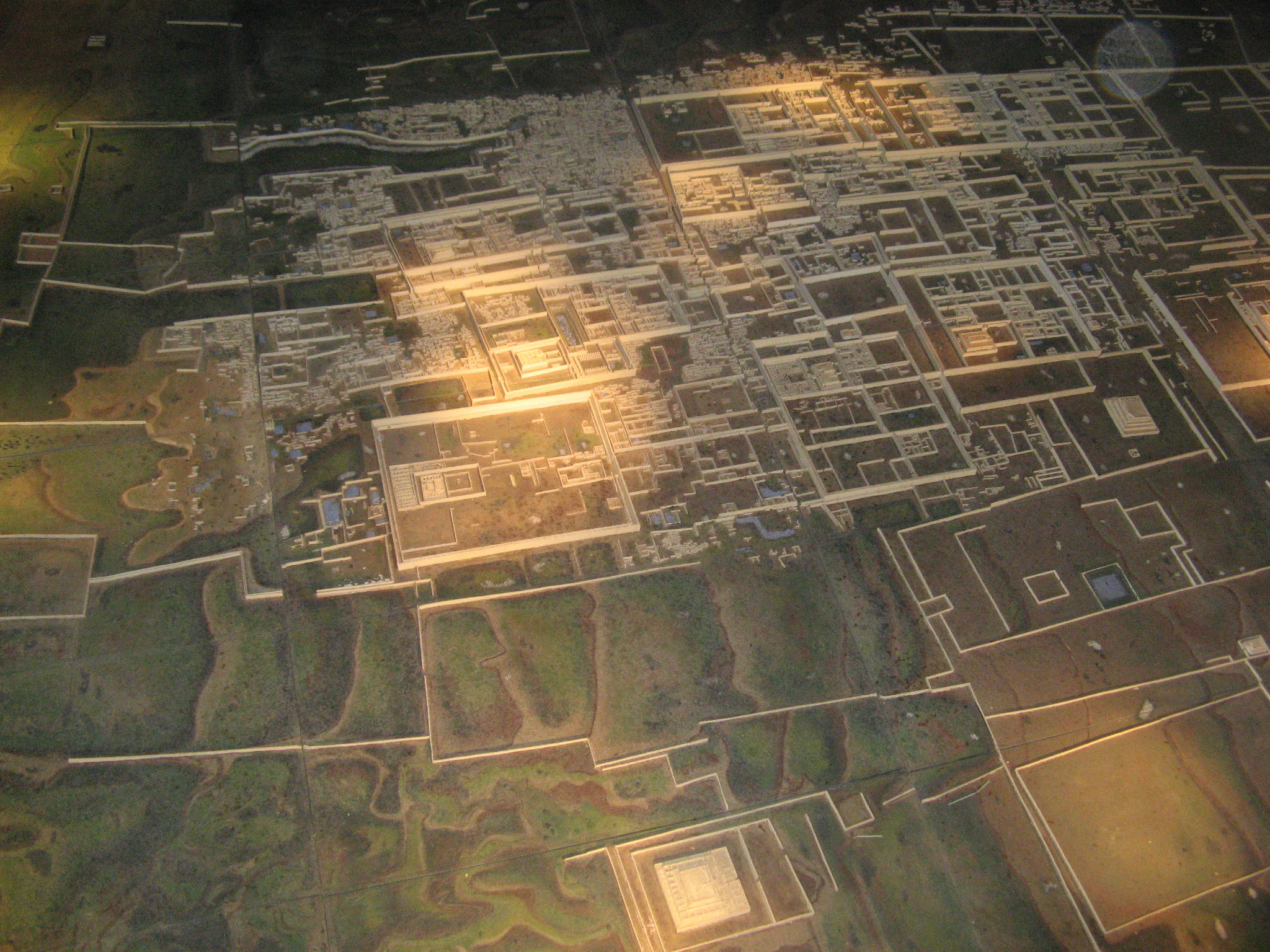
広大なチャンチャンの模型。これでもすべては収まってはいない。
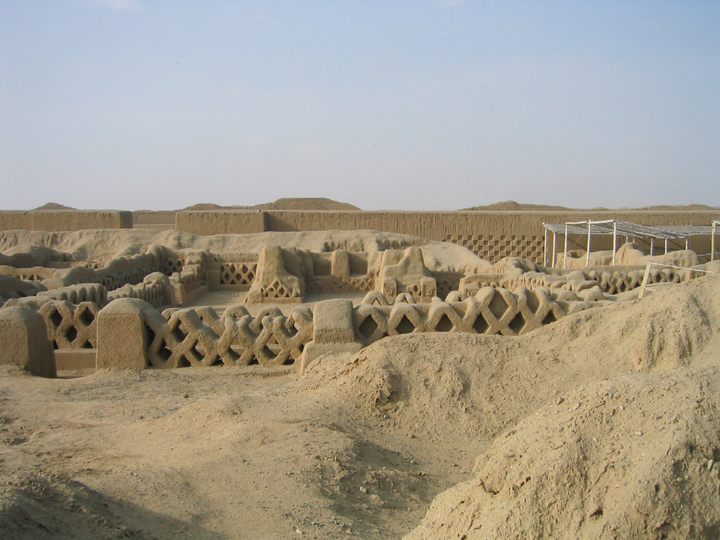
網目状の壁。本来の高さは3m程度と推測されている。
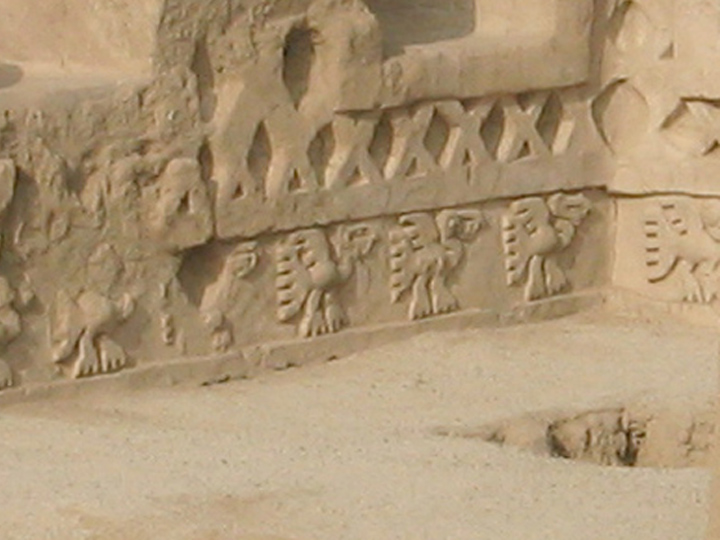
アウディエンシアのレリーフ。海鳥は海産物（魚）を表すとされる。
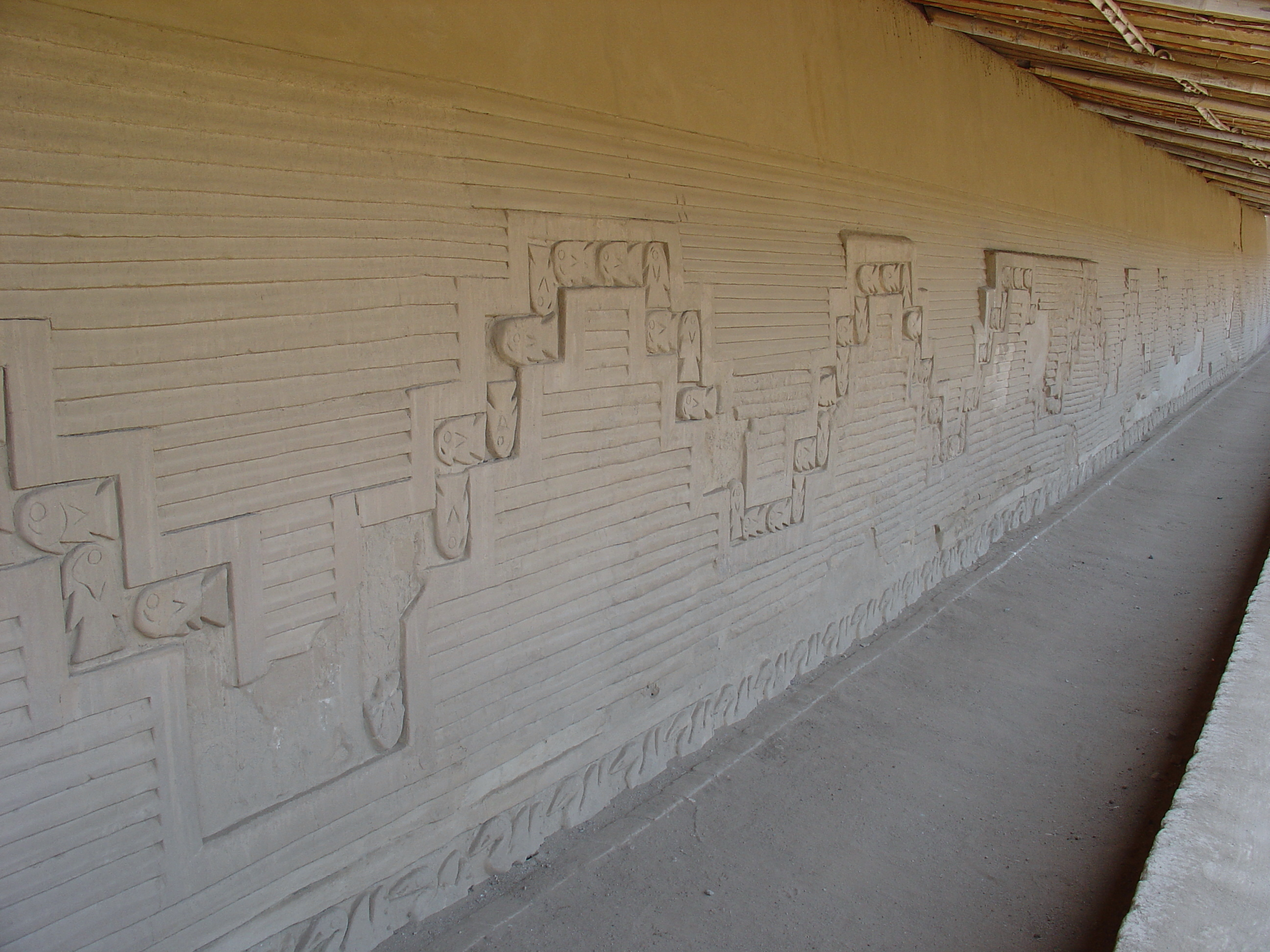
波に乗ってやって来る多くの魚。大漁を表しているといわれる。
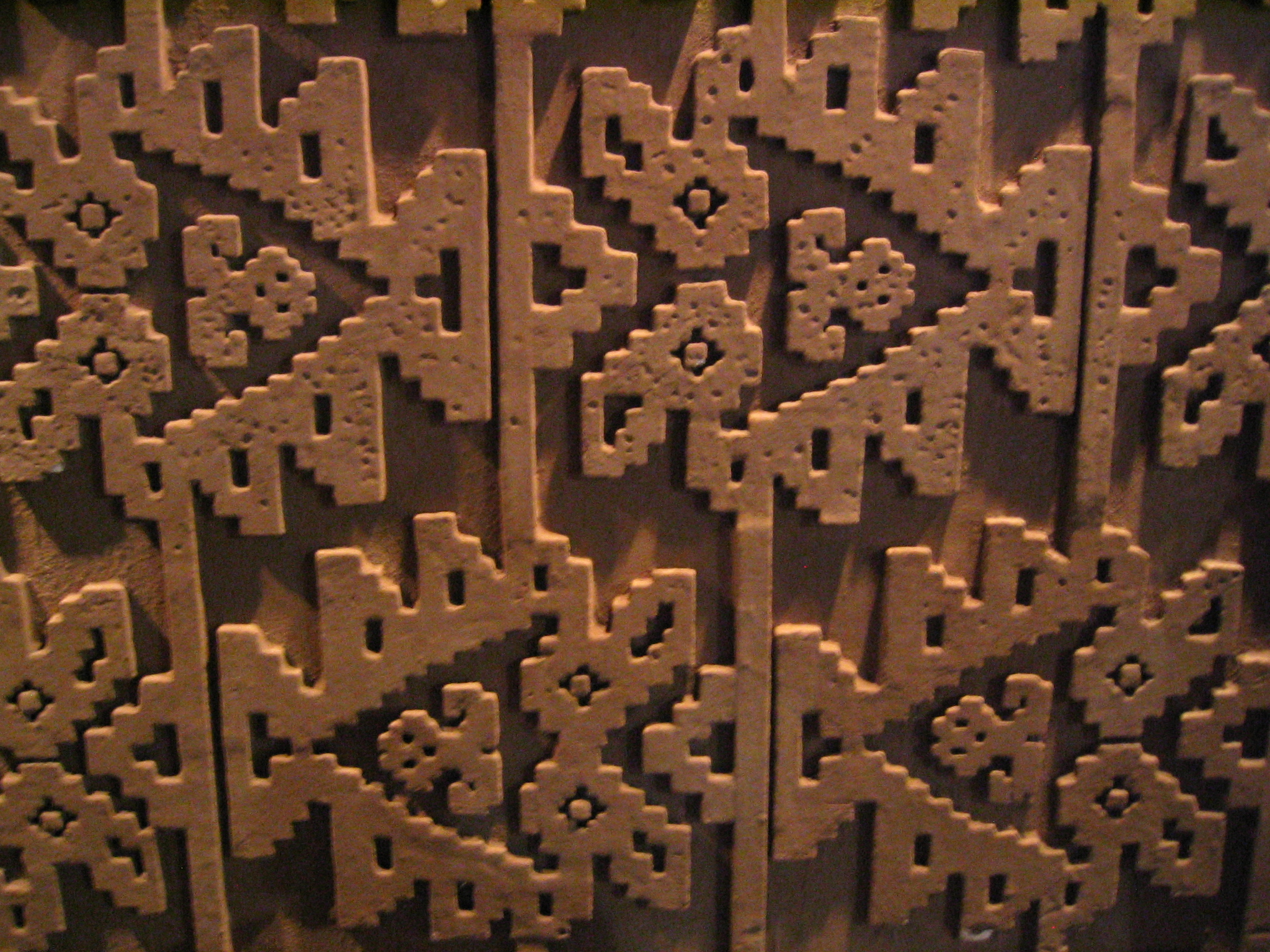
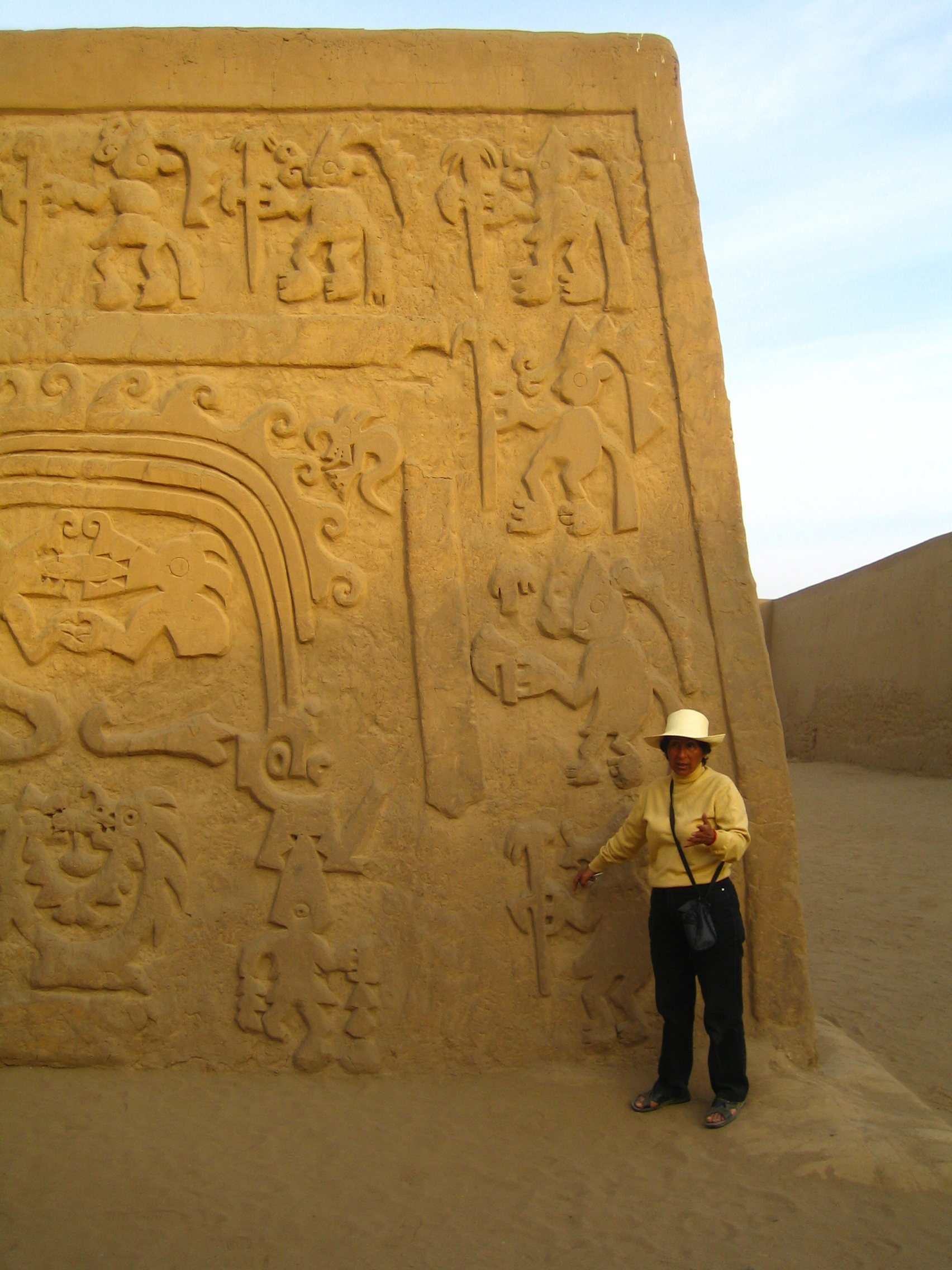
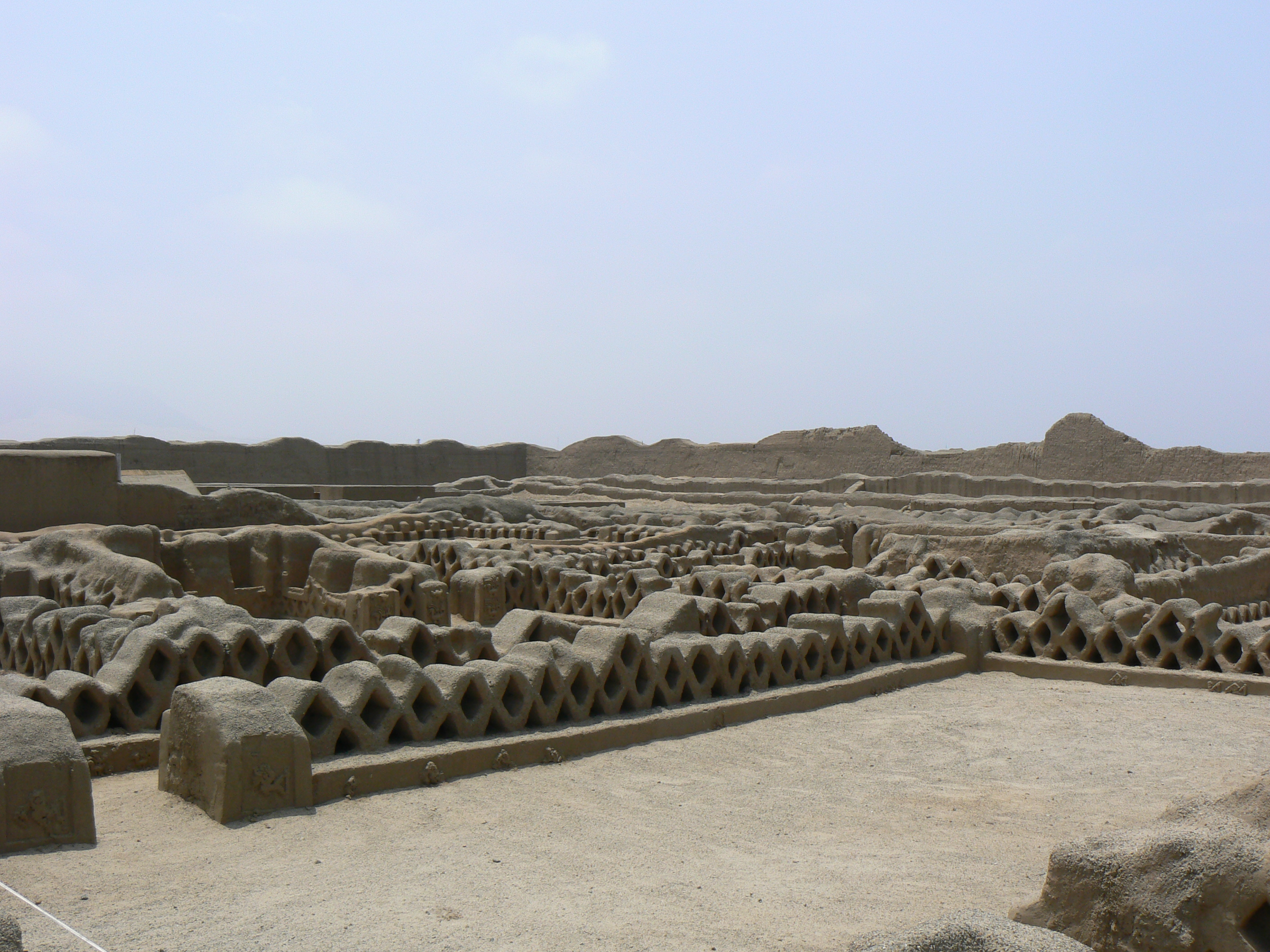

## 登録基準
この世界遺産は世界遺産登録基準のうち、以下の条件を満たし、登録された（以下の基準は世界遺産センター公表の登録基準からの翻訳、引用である）。
- (1) 人類の創造的才能を表現する傑作。
- (3) 現存するまたは消滅した文化的伝統または文明の、唯一のまたは少なくとも稀な証拠。